# Ардрахан

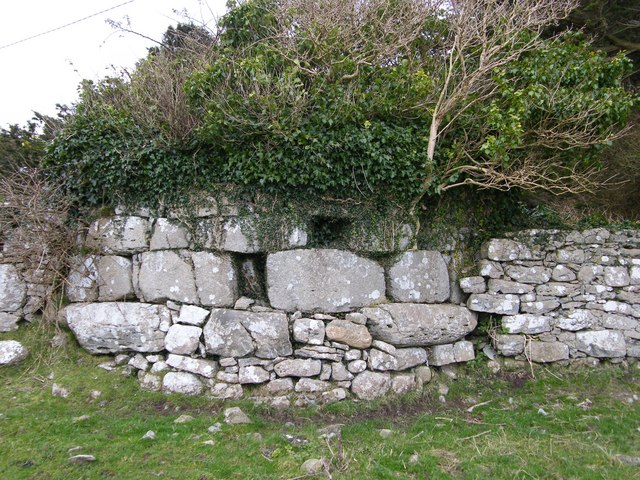
Местная круглая башня

Ардрахан (англ. Ardrahan; ирл. Ard Raithin, Ард Рахинь, букв. «Высокая круглая крепость») — деревня в Ирландии, находится в графстве Голуэй (провинция Коннахт).
Население — 375 человек (по переписи 2002 года).
В деревне 3 школы, которые все были недавно обновлены.

## История
Ричард де Бурго завоевал Голуэй в 1236 году и даровал землю Морису Фицджеральду, который построил здесь замок. Руины этого замка до сих пор стоят возле Ардрахана. В стене церковного двора до сих пор сохранились остатки круглой башни, на основе чего можно предположить, что на месте замка раньше существовал монастырь.

## Транспорт
29 марта 2010 года, в связи с возобновлением движения на железнодорожной линии между Лимериком и Атенри, была вновь открыта станция Ардрахан.